# Ochrosia ficifolia
Ochrosia ficifolia är en oleanderväxtart som först beskrevs av Spencer Le Marchant Moore, och fick sitt nu gällande namn av Markgr.. Ochrosia ficifolia ingår i släktet Ochrosia och familjen oleanderväxter. Inga underarter finns listade i Catalogue of Life.